# 卡拉庫爾 (吉爾吉斯)
卡拉庫爾是吉爾吉斯的城鎮，由賈拉拉巴德州負責管轄，位於該國西部納倫河畔，始建於1962年6月16日，面積1,050平方公里，海拔高度930米，2009年人口22,502。